# Гунши

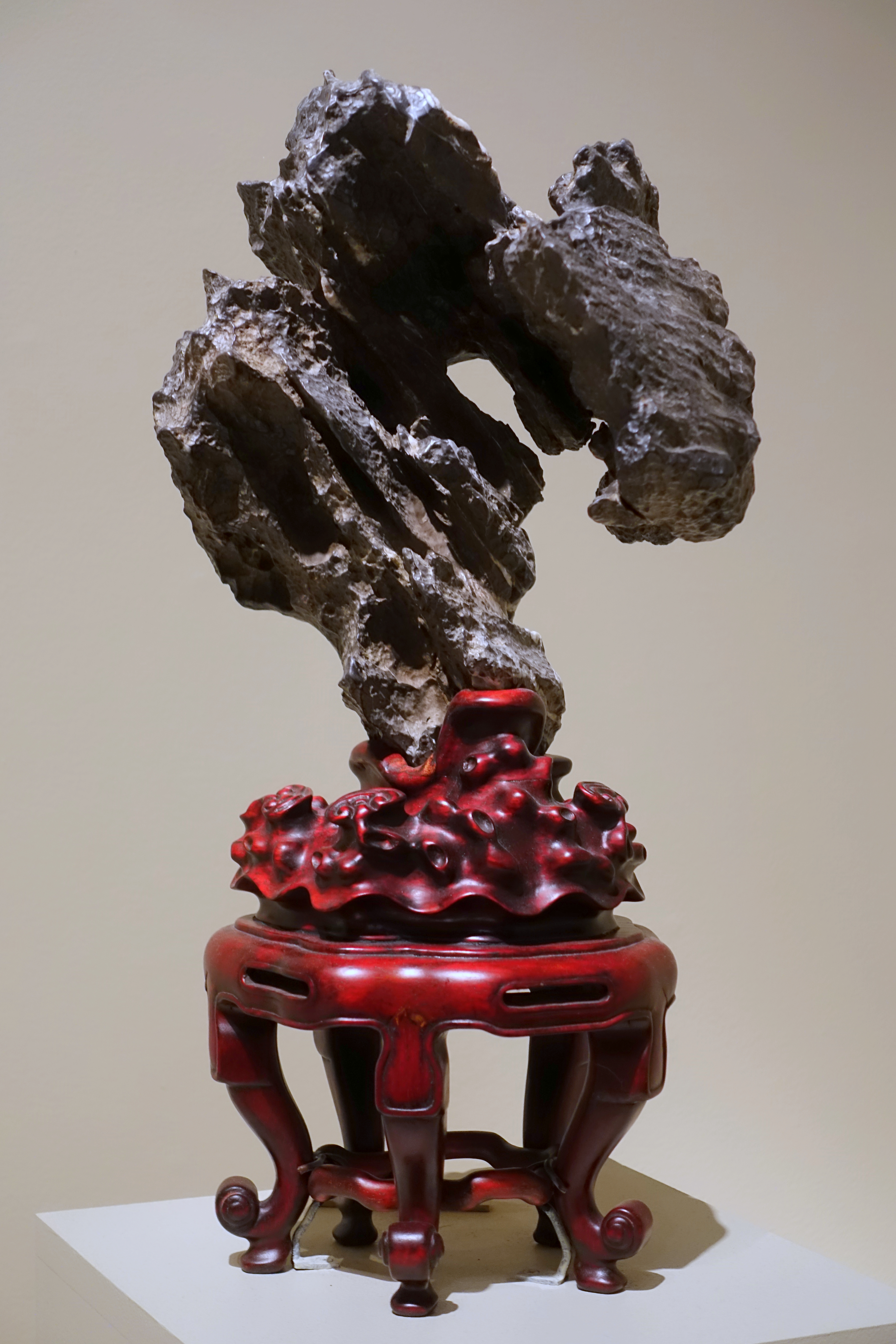
Камень для созерцания, XVIII век

Гунши (кит. 供石, пиньинь gōng shí, также камни для созерцания) — китайское искусство выбора декоративных камней необычной формы. Любовь к камням воплощает даосский принцип единения человека с природой. Кроме того, камни и горы были излюбленным объектом изображения китайских художников. Гунши обычно располагают на искусно выполненных деревянных подставках, стабилизирующих камень и дополняющих его эстетически. Часто камни также выставляли перед белой стеной.
Первые дошедшие до нас сведения о декоративных камнях в домах китайских учёных относятся к началу династии Сун (тогда как камни, украшающие китайские сады, известны с танских времён). Ценились камни, похожие на горы, а также камни сложных абстрактных форм, сформированные эрозией, либо незаметно обработанные человеком. Ми Фэй установил критерии оценки камней по толщине, морщинистости, наличию каналов и отверстий, которые применяются и поныне вместе с системой «форма-качество-цвет-текстура».
Типы гунши называются по местности, для которой характерны такие камни; наиболее известны камни из Линби, Индэ, озера Тайху, гор Куньшань, но помимо них выделяется более 30 других разновидностей: Бошаньвэнь, Цайтао, Дахуа, Цзюлунцзян, Гэби, зелёные лаошаньские камни, жёлтые восковые камни и так далее. Отдельно ценятся экземпляры, напоминающие пещеры, горы, людей, и животных, в том числе фантастических.
Китайские художники начали изображать камни в VIII столетии; постепенно из картин с камнями и цветами возник отдельный жанр живописи, повлиявший на изображение гор.
В Корее камни для созерцания именуются сусок, в Японии — суйсэки.

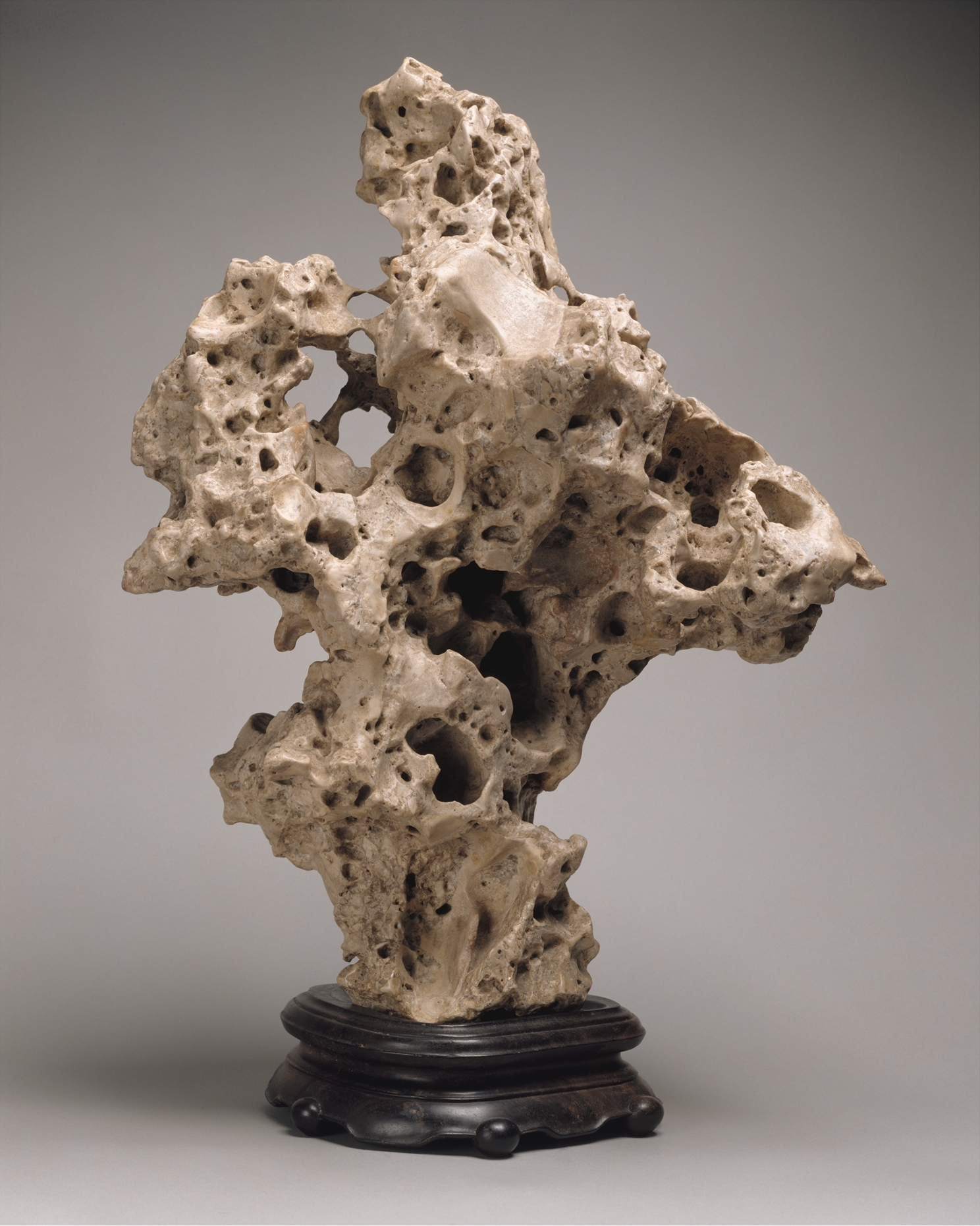
Камень типа «тайху»
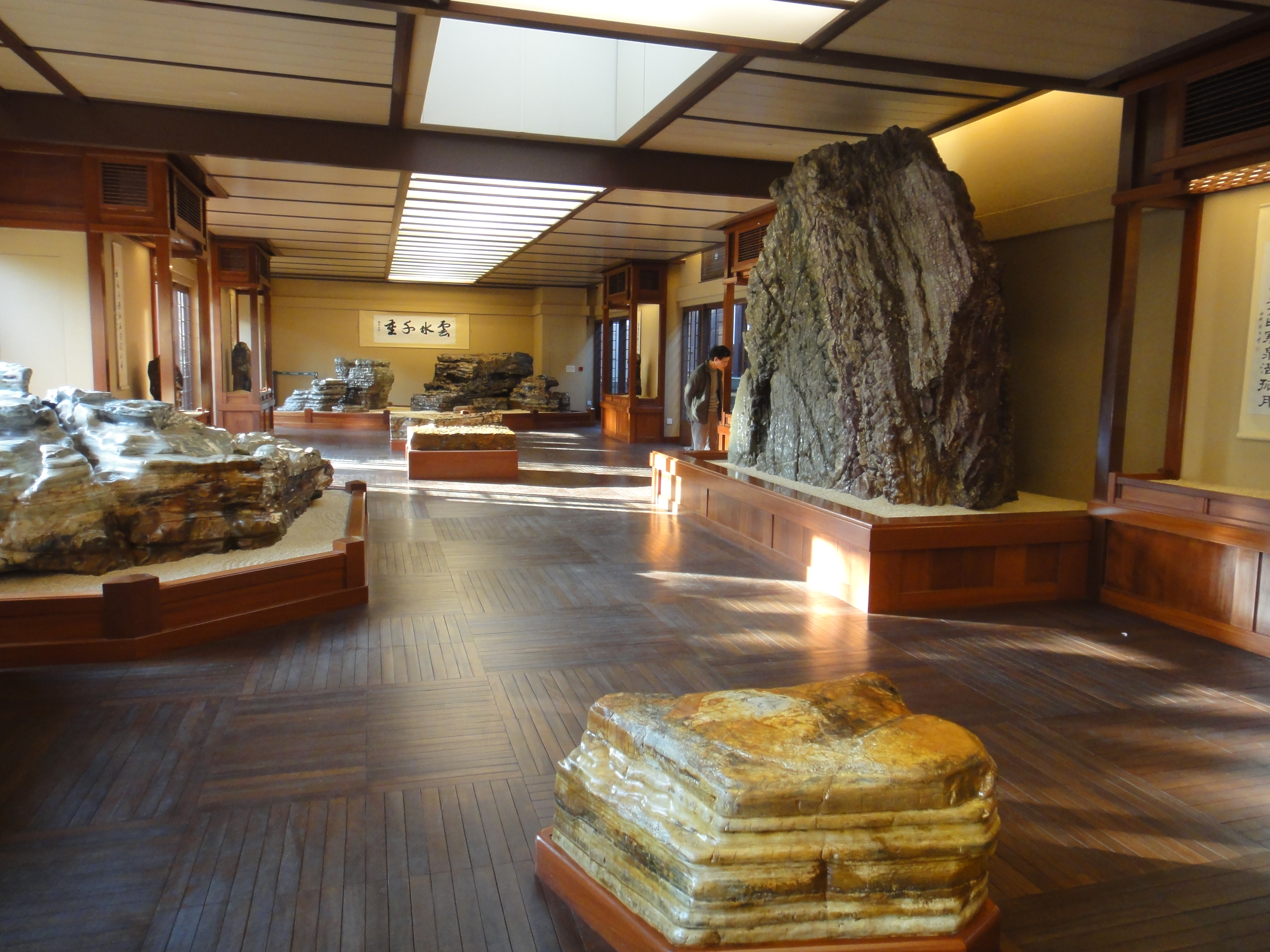
Гунши разного размера в Наньляньском саду[англ.] в Гонконге
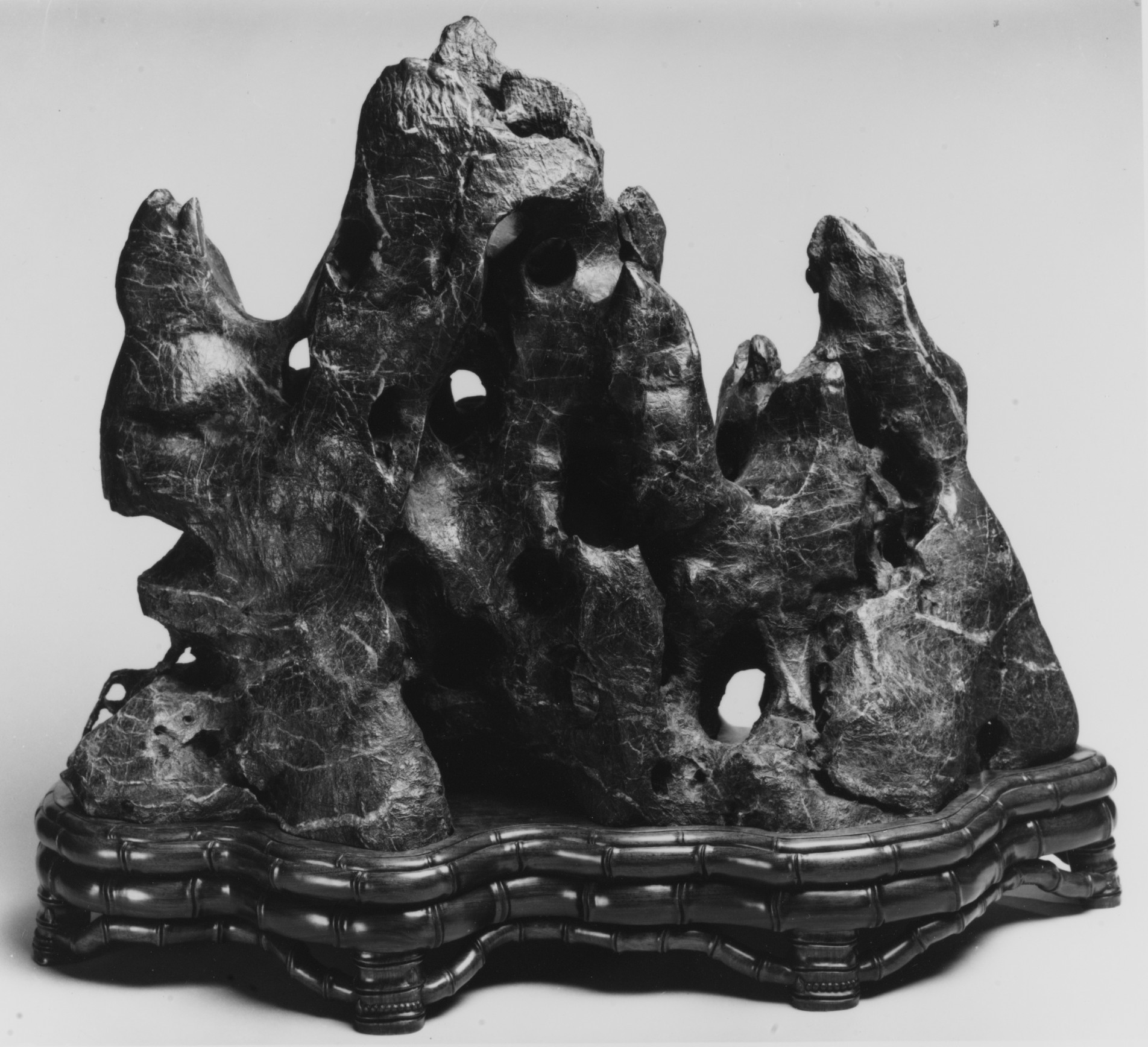
Чёрный линбийский песчаник в виде горы